# アーサー・アシュキン
アーサー・アシュキン（Arthur Ashkin, 1922年9月2日 - 2020年9月21日）は、ベル研究所とルーセント・テクノロジーで働いていたアメリカ合衆国の物理学者である。
1960年代後半にレーザー光によって微粒子を操作する研究を始め、1986年に光ピンセットを発明した。最終的に原子、分子、生物細胞を操作できる光トラッピング法も開発した。鍵となる現象は、光の放射圧である。2018年、光ピンセットの父として多くの人に認められたことから、ノーベル物理学賞を受賞した。
光ピンセット以外にも、フォトリフラクティブ効果、第二次高調波発生、光ファイバー内の非線形現象についての研究でも知られている。

## 生涯
1922年に、ニューヨークのブルックリンで生まれ育った。父はウクライナから帰化した歯科技工所経営のIsadore、母はAnna Ashkinで、4人の子供のうちの次男として生まれた。兄のJulius Ashkinも物理学者の道を進み、業績を残している。姉妹は二人で一人はRuth、もう一人の姉Gertrudeは早逝している。
コロンビア大学に入学し、軍事用レーダー用のマグネトロンを作るColumbia's Radiation Labの技術者もこなした。第二次世界大戦中の在学2年時に抜擢され、予備役下士官の地位になり、 Columbia University labで働いた。この期間のアシュキンが書いた論文が、1997年のノーベル物理学賞に利用される技術となった。
物理学の学位を取得後、コーネル大学に入学し核物理学を学んだ。これはマンハッタン計画によるもので兄のJuliusは計画の発展に寄与した。その伝手でノーベル物理学賞受賞者ハンス・ベーテ、リチャード・P・ファインマンらと交流した。
1952年にコーネル大学から博士号を取得。卒業後、コロンビア大学時のスーパーバイザーであったSidney Millmanの紹介でベル研究所に就職することとなった。
1960-61年までマイクロ波について研究していたが、レーザー光に研究を変更した。当時の発表された論文の内容は、非線形光学、光ファイバー、パラメータ式発振器・増幅器等に関するものである。また、ベル研究所で1960年代に、ピエゾ結晶中のフォトリフラクティブ効果を共同発見した。
1992年に、ベル研究所を退職、それまでの約40年間に47の特許を取得した。

## 受賞歴
- 1988年 チャールズ・ハード・タウンズ賞
- 1998年 フレデリック・アイヴズメダル
- 2003年 Joseph F. Keithley Award For Advances in Measurement Science
- 2004年 ハーヴェイ賞
- 2018年 ノーベル物理学賞[7]

1984年に全米技術アカデミー、1996年に米国科学アカデミーに選出された。

## 備考
- 1997年にノーベル物理学賞を受賞したスティーブン・チューらの受賞理由『レーザー光を用いて原子を極低温に冷却および捕捉する技術の開発』においても、アーサー・アシュキンが開発した技術が利用された[2][3]。

- ノーベル物理学賞を受賞した当時は96歳[8]。これは当時最高齢受賞だった[9]。

## 参照
- Arthur Ashkin
- Frontiers in Optics 2010. The Optical Society.
- A. Ashkin. Acceleration and Trapping of Particles by Radiation Pressure. Phys. Rev. Lett. 24, 156–159 (1970)
- National Academy of Engineering: Member listing
- National Academy of Sciences: Member listing
- Ashkin's Book on Atom Trapping
- Frederic Ives Medal